# سوليفان سيلفا
سوليفان سيلفا (14 يوليو 1989 بغويانيا في البرازيل - ) هو لاعب كرة قدم برازيلي في مركز الهجوم. لعب مع Thunder Bay Chill ‏ وCapital City F.C. ‏ وAustin Aztex FC ‏.

## وصلات خارجية
- سوليفان سيلفا على موقع قاعدة بيانات كرة القدم.إي يو (الإنجليزية)